# Erich Retzlaff
Erich Retzlaff (* 1899 in Reinfeld; † 1993 in Dießen am Ammersee) war ein deutscher Fotograf.

## Leben und Tätigkeit
In seiner Jugend nahm Retzlaff am Ersten Weltkrieg teil, in dem er als Maschinengewehrschütze in Flandern zum Einsatz kam. Nach vergeblichen Versuchen, in unterschiedlichen Berufen Fuß zu fassen, wandte er sich 1925 der Fotografie zu und konnte sich in diesem Beruf schließlich als künstlerischer Fotograf etablieren. 1924 bewohnte Retzlaff im Haus des Dekorationsmalers Carl Hemming in der Düsseldorfer Kapellstraße 36, hier noch unter der Berufsbezeichnung als Kaufmann. 1926 handelte er mit Farben und Lacken, das Geschäft wurde jedoch 1927 liquidiert. Unter dem Namen Retzlaff-Dammermann arbeitete er zunächst in einer Lichtbildwerkstatt auf der Königsallee, bis er Ende der 1920er Jahre sich als Fotograf selbständig machte und ein eigenes Atelier eröffnete. Zu dieser Zeit heiratete er Erna Hemming (* 1900). Bis kurz vor dem Zweiten Weltkrieg befand sich sein Atelier in der Kaiserstraße Nr. 52 in der 2. Etage.
Seit 1930 hatte Retzlaff mit wachsendem Erfolg Bildbände seiner photographischen Werke veröffentlicht, die üblicherweise Serien thematisch zusammengehöriger Bilder enthielten. Seine erste Veröffentlichung Das Antlitz des Alters umfasste beispielsweise mehrere Dutzend Porträtaufnahmen von Greisinnen und Greisen. Ein ihm zugeschriebenes Titelblatt der Reise-Zeitschrift Durch alle Welt (Heft 34, August 1936) weist auf fotojournalistische Arbeiten und eine Griechenlandreise 1935 oder 1936 hin. Ein Schwerpunkt seines Œuvres war die Darstellung von Durchschnittsmenschen in ihrer natürlichen Lebenswelt, so zum Beispiel von Bauern und Industriearbeitern. Häufig figurierten die ins Bild gesetzten Personen dabei in den traditionellen Trachten ihrer Heimat sowie vor dem Hintergrund der Landschaft, von der sie geprägt worden waren. Nach dem Machtantritt der Nationalsozialisten galt er angesichts solcher Sujets als Pionier der völkisch-deutschen Lichtbildkunst. Dem neuen Regime stellte er sich auch als Porträtfotograf zur Verfügung. Zeugnis hiervon legt der 1933 erschienene Bildband Wegbereiter und Pioniere des dritten Reiches ab, der unter anderem Porträts von Rudolf Heß, Gregor Strasser und Joseph Goebbels enthält.

## Werke
- Das Antlitz des Alters, 1930.
- Menschen am Werk: Sechsundfünfzig photographische Bildnisse aus deutschen Industriestädten, 1931.
- Die von der Scholle: Sechsundfünfzig photographische Bildnisse bodenständiger Menschen, 1931.
- Wegbereiter und Vorkämpfer für das neue Deutschland, 1933.
- Deutsche Trachten, 1936.
- Niederdeutschland – Landschaft und Volkstum, 1940.
- Komm, spiel mit mir. Ein Bilderbuch, 1943.
- Länder und Völker an der Donau, Rumänien, Bulgarien, Ungarn, Kroatien, 1944. (Text Franz Thierfelder)